# Concours de labour

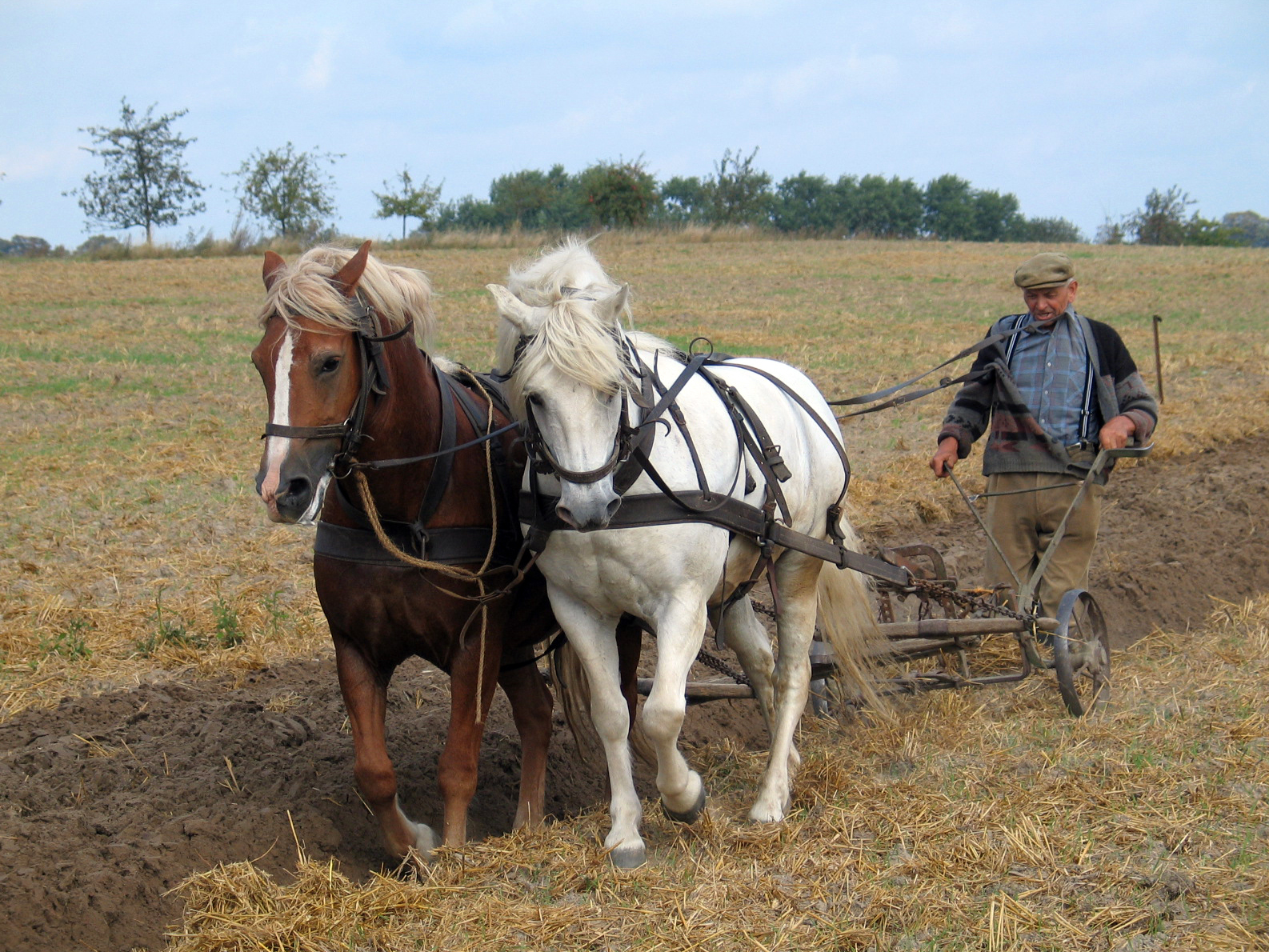
Concours de labour avec des chevaux de trait, Fahrenwalde, Allemagne

Un concours de labour est une compétition dans laquelle l'objectif est de labourer un champ de la manière la plus qualitative possible. Traditionnellement, la charrue utilisée pour le labour peut être menée par des chevaux ou des tracteurs.
Les compétiteurs labourent une parcelle de quelques milliers de mètres carrés. Un jury ensuite vient évaluer la qualité du travail produit, en comptabilisant par un système de points l'uniformité, la propreté ou encore l'homogénéité des sillons.
Des compétitions locales sont organisées dans de nombreux pays, ainsi que des compétitions internationales comme des championnats d'Europe ou des championnats du monde.